# Herenilson Carmo
Herenilson Caifalo do Carmo (Luanda, 27 de agosto de 1996), conhecido apenas como Herenilson, é um futebolista angolano que atua como volante. Atualmente defende o Al Ahly Tripoli e a Seleção Angolana.

## Carreira
Sua estreia profissional foi em 2016, no Petro de Luanda, onde atuou em 203 partidas oficiais (104 pelo Girabola) e marcou 3 gols, tendo vencido a Taça de Angola em 2017. Em outubro de 2020 assinou com o Primeiro de Agosto. Somando todas as competições, foram 61 jogos com a camisa dos Militares e um gol.
Em janeiro de 2023, Herenilson foi contratado pelo Al Ahly Tripoli, sagrando-se campeão líbio.

## Carreira internacional
Convocado para a Seleção Angolana desde 2016, Herenilson participou da Copa Africana de Nações de 2019, sendo um dos 3 atletas do Petro de Luanda chamados por Srđan Vasiljević, juntamente com Wilson e Eddie Afonso. O volante atuou nas 3 partidas disputadas pelos Palancas Negras, que caíram ainda na primeira fase.

## Títulos
Petro de Luanda
- Taça de Angola: 2017

Al Ahly Trípoli
- Campeonato Líbio: 2022–23